# Commanderie de Fontenotte
La commanderie de Fontenotte est située sur l'ancienne voie romaine reliant Langres à Dijon, (actuelle D. 974), à 4 km de Til-Châtel en direction de Dijon

## Historique

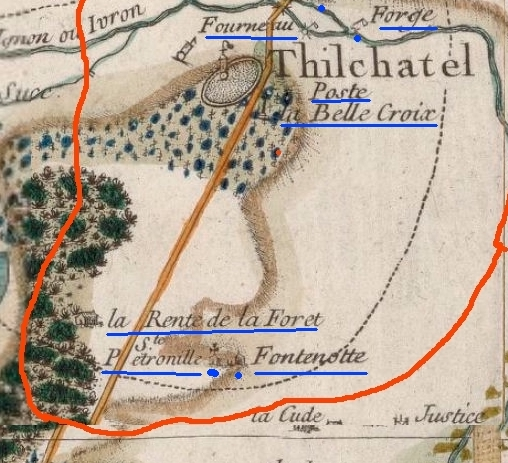
La Commanderie de Fontenotte sur la Carte de Cassini vers 1750.

D'après Jean-Marc Roger et Delphine Marie, c'est une simple maison du Temple dépendant de Bures, qui ne deviendra une commanderie qu'après la dévolution des biens des Templiers aux Hospitaliers. Elle a peu de dépendances, peu d'actes la concerne. La première mention de la maison de Fontenotte est de 1178.
Les seigneurs de Til-Châtel furent de généreux donateurs envers cette maison. Étienne de Til-Châtel fut chapelain dans cette maison. Sa pierre tombale se trouve dans la chapelle.

## Commandeurs templiers
| Nom du commandeur | Dates |
| Guidone Burdello, | 1178  |

## Organisation
Il reste une grange médiévale et un logis probablement du XVIe siècle.
En 1962, alors que le site était resté quasiment intact depuis la fin de l'ancien régime, la chapelle dont on voit la photo sur cette page a été démontée pour être remontée à Dijon.

## Dépendance
- Moitié du moulin à Buxières[4].
- Droit de pâturage à Spoy[4].
- Droit d'usage dans la forêt de Velours[4].